# Marko Tušek
Marko Tušek (Trbovlje, 17 luglio 1975) è un ex cestista sloveno.
Alto 204 cm, 120 kg di peso, in campo ricopriva prevalentemente il ruolo di ala grande e occasionalmente quello di centro. Dotato di un fisico massiccio, nel corso della sua lunga carriera in Italia è diventato un lungo atipico, che ha fatto del tiro da tre punti una delle sue armi preferite.

## Carriera
Cresciuto nelle giovanili della squadra slovena del Hrastnik e passato poi al Kranj, nel 1993 viene acquistato dalla più importante squadra del suo paese, l'Olimpia Lubiana, dove rimane per cinque anni conquistando cinque volte il campionato sloveno.

Tušek nel 1998-99 alla Pepsi Rimini

Nel 1998-99 l'arrivo in Italia, al Basket Rimini, dove rimane per due stagioni prima di passare alla Scavolini Pesaro. Successivamente, a partire dalla stagione 2002-03, veste la canotta della Virtus Roma ritrovando Piero Bucchi, suo allenatore già ai tempi di Rimini.
Nell'estate del 2006 firma per la sua quarta squadra italiana, l'Armani Jeans Milano: l'avventura meneghina dura però poco, il 9 gennaio 2007 arriva la rescissione del contratto, e il giocatore si trasferisce subito in Spagna firmando per l'Club Baloncesto Málaga, dove diventa tra i principali artefici della prima Final Four di sempre conquistata dagli spagnoli in Eurolega. Conclusa la propria parentesi spagnola Tušek vola in Russia, all'UNICS Kazan', firmando un contratto annuale; qui avrà anche la possibilità di giocare la Uleb Cup. All'inizio della stagione 2008-09 Tušek passa all'Air Avellino, allenata da Zare Markovski.
Il 3 novembre 2009 firma un contratto di due mesi, con opzione di prolungamento fino a fine anno, con la Pallacanestro Varese.
Dopo aver completato la stagione 2009-10 a Varese, rimane inattivo per la prima metà dell'annata sportiva seguente, fino alla vigilia di Natale 2010, quando firma un contratto fino a giugno 2011 con l'Aurora Jesi, nel campionato di Legadue. Il 9 novembre 2011 si accorda con la Juvecaserta Basket in Serie A. Il 9 dicembre risolve consensualmente il contratto con la società campana, per passare, il 12 dicembre, a Cremona.
Senza poter far ritorno in Slovenia per via di alcuni problemi familiari ed economici, nel 2015 è tornato a giocare per un breve periodo disputando il campionato del Montenegro, paese in cui si era stabilito. Oltre che dai problemi societari del club in cui militava, Tušek è stato fermato da un'aritmia che di fatto ha sancito il suo ritiro definitivo dall'attività agonistica alla soglia dei 40 anni.

## Statistiche nel Campionato Italiano
Dati aggiornati al 18 febbraio 2011
| Stagione                         | Squadra                          | Competizione                     | Partite | Partite | Partite | Statistiche tiro | Statistiche tiro | Statistiche tiro | Altre statistiche | Altre statistiche | Altre statistiche | Altre statistiche | Altre statistiche |
| Stagione                         | Squadra                          | Competizione                     | Pres.   | Titol.  | Minuti  | Tiri da 2        | Tiri da 3        | Liberi           | Rimb.             | Assist            | Rubate            | Stopp.            | Punti             |
| -------------------------------- | -------------------------------- | -------------------------------- | ------- | ------- | ------- | ---------------- | ---------------- | ---------------- | ----------------- | ----------------- | ----------------- | ----------------- | ----------------- |
| 1998-1999                        | Pepsi Rimini                     | Serie A1                         | 30      | 29      | 882     | 119/236          | 11/38            | 86/113           | 209               | 18                | 34                | 13                | 357               |
| 1999-2000                        | Pepsi Rimini                     | Serie A1                         | 25      | 25      | 647     | 73/159           | 5/23             | 44/65            | 131               | 8                 | 25                | 4                 | 205               |
| Totale Basket Rimini             | Totale Basket Rimini             | Totale Basket Rimini             | 55      | 54      |         |                  |                  |                  |                   |                   |                   |                   | 562               |
| 2000-2001                        | Scavolini Pesaro                 | Serie A1                         | 40      | 40      | 957     | 120/222          | 31/72            | 92/130           | 225               | 12                | 49                | 8                 | 425               |
| 2001-2002                        | Scavolini Pesaro                 | Serie A                          | 41      | 41      | 968     | 99/203           | 38/87            | 90/120           | 195               | 22                | 50                | 9                 | 402               |
| Totale Victoria Libertas Pesaro  | Totale Victoria Libertas Pesaro  | Totale Victoria Libertas Pesaro  | 81      | 81      |         |                  |                  |                  |                   |                   |                   |                   | 827               |
| 2002-2003                        | Lottomatica Roma                 | Serie A                          | 43      | 43      | 1157    | 73/138           | 64/172           | 47/66            | 212               | 22                | 62                | 3                 | 385               |
| 2003-2004                        | Lottomatica Roma                 | Serie A                          | 36      | 36      | 1122    | 144/258          | 56/142           | 81/104           | 213               | 36                | 64                | 9                 | 537               |
| 2004-2005                        | Lottomatica Roma                 | Serie A                          | 35      | 34      | 986     | 100/201          | 47/153           | 69/89            | 186               | 30                | 45                | 2                 | 410               |
| 2005-2006                        | Lottomatica Roma                 | Serie A                          | 34      | 32      | 885     | 73/140           | 48/145           | 62/82            | 165               | 23                | 48                | 0                 | 352               |
| Totale Pallacanestro Virtus Roma | Totale Pallacanestro Virtus Roma | Totale Pallacanestro Virtus Roma | 148     | 145     |         |                  |                  |                  |                   |                   |                   |                   | 1684              |
| 2006-2007                        | Armani Jeans Milano              | Serie A                          | 14      | 11      | 178     | 16/31            | 9/23             | 7/10             | 28                | 4                 | 5                 | 0                 | 66                |
| 2008-2009                        | Air Avellino                     | Serie A                          | 26      | 24      | 519     | 34/70            | 40/95            | 18/24            | 95                | 13                | 18                | 2                 | 206               |
| 2009-2010                        | Cimberio Varese                  | Serie A                          | 23      | 22      | 474     | 65/122           | 17/50            | 41/53            | 86                | 14                | 23                | 2                 | 222               |
| 2010-2011                        | Sicc Jesi                        | Legadue                          | 8       | 8       | 266     | 21/42            | 15/30            | 20/24            | 49                | 4                 | 10                | 0                 | 107               |
| 2010-2011                        | Juvecaserta Basket               | Serie A                          |         |         |         | /                | /                | /                |                   |                   |                   |                   |                   |
| 2011-2012                        | Vanoli Cremona                   | Serie A                          |         |         |         | /                | /                | /                |                   |                   |                   |                   |                   |
| Totale carriera                  | Totale carriera                  | Totale carriera                  | 355     |         | 345     |                  |                  |                  |                   |                   |                   |                   | -                 |

## Palmarès
- Campione USBL (1998)
- Coppa di Slovenia: 4

Union Olimpija: 1994, 1995, 1997, 1998
- Coppa d'Europa: 1

Union Olimpija: 1993-1994
- Campione USBL (1998)